# Recherche de l'épave et des boîtes noires du vol Air France 447
 (janvier 2014).

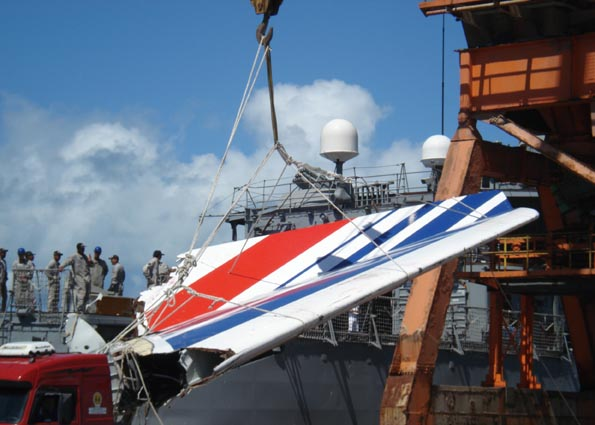
La frégate Constituição arrive au port de Recife, transportant la dérive de l'Airbus A330 de Air France qui s'est abîmé le 31 mai 2009.

La recherche de l'épave et des boîtes noires du vol Air France 447 débute dès l'annonce de la disparition de l'appareil et dure environ deux ans. Le vol Air France 447 est un vol régulier de la compagnie aérienne française Air France entre Rio de Janeiro et Paris dont l'appareil, un Airbus A330-200, s'est abîmé dans l'océan Atlantique le 1er juin 2009  avec 228 personnes à bord, dont aucune n'a survécu.
Le jour de l'accident, le lundi 1er juin 2009, Jorge Amaral, du Centre brésilien pour les communications aéronautiques, a confirmé que le pilote d'un vol TAM Airlines volant de l'Europe vers le Brésil avait observé des « points orange » à environ 1 800 km de l'archipel de Fernando de Noronha,,.
Finalement, les boîtes noires n'ont été retrouvées que près de deux ans plus tard, le 1er mai 2011, et les données en ont été extraites le  16 mai 2011. Après trois rapports intermédiaires, le rapport final d'enquête du Bureau d'enquêtes et d'analyses (BEA) a été rendu public en juillet 2012.

## Dernières positions et derniers messages
Les organismes du contrôle aérien n’ont plus eu de nouvelles de l’avion après 1 h 35 min 53 UTC, heure à laquelle le vol a établi son dernier contact avec le centre de contrôle de Recife (Brésil). L’équipage de l’Airbus dit se trouver au point tournant INTOL (1° 21′ 39″ S, 32° 49′ 53″ O), à 565 km de Natal au Brésil. À 1 h 35 min 15 s UTC, le contrôleur envoie un appel SELCAL à l'équipage de l'Airbus, qui répond en remerciant. Entre 1 h 35 min 53 et 1 h 36 min 14, le contrôleur d’ATLANTICO (à Recife) demande trois fois à l’équipage son heure estimée de passage au point TASIL. L’équipage ne répond pas. L'Airbus doit entrer à ce point dans l’espace aérien géré par le contrôle aérien de Dakar à 2 h 20 UTC.
| \| Dernière position connue · N2.98 W30.59 · 02:10, 1er juin Rio de Janeiro · 22:03, 31 mai Fernando de Noronha · 01:33, 1er juin Arrivée prévue à Paris · à 09:10, 1er juin \|                                        |
| Plan de vol approximatif du vol AF 447. La ligne rouge continue montre la route prise. Les pointillés indiquent le trajet prévu, d'après la position de la dernière transmission reçue. Toutes les heures sont en UTC. |
| Dernière position connue · N2.98 W30.59 · 02:10, 1er juin Rio de Janeiro · 22:03, 31 mai Fernando de Noronha · 01:33, 1er juin Arrivée prévue à Paris · à 09:10, 1er juin                                              |

À 1 h 48 UTC, l’appareil sort des écrans radar, il est à 100 km du point tournant TASIL (4° 00′ 18″ N, 29° 59′ 24″ O), au niveau de vol 350 (35 000 pieds soit 11 000 mètres d’altitude environ). À 2 h 10 UTC, l’appareil envoie un message de report de position automatique. C'est la dernière position connue de l'avion (2° 58′ 48″ N, 30° 35′ 24″ O).
L'entrée dans l’espace aérien sénégalais devait se faire à 2 h 20 UTC (4 h 20 à Paris), au point tournant TASIL. Aucun message confirmant le passage à ce point tournant n'est émis par les pilotes, comme le prévoit la procédure. N’ayant pas reçu ce message, les contrôleurs de la région d'information de vol de la zone Atlantique de Recife (Brésil) tentent de contacter l'avion, sans obtenir de réponse, puis contactent les contrôleurs de Dakar, qui n'ont pas été contactés non plus par le vol AF447. La procédure d’alerte et de recherche est alors mise en route.
La disparition de l’avion s’est produite après sa sortie de la zone de couverture des radars brésiliens (la portée des radars est limitée à 500 km) et quelques minutes avant l'heure prévue pour son entrée dans la région d'information de vol de Dakar. Le colonel brésilien Henry Munhoz a déclaré à la télévision brésilienne que l’avion n’a pas été repéré par les radars du Cap-Vert, pourtant sur le trajet que l’avion aurait dû emprunter.
Il aurait traversé une zone orageuse avec fortes turbulences aux environs de 2 h 00 UTC, soit 4 h 00 à Paris.

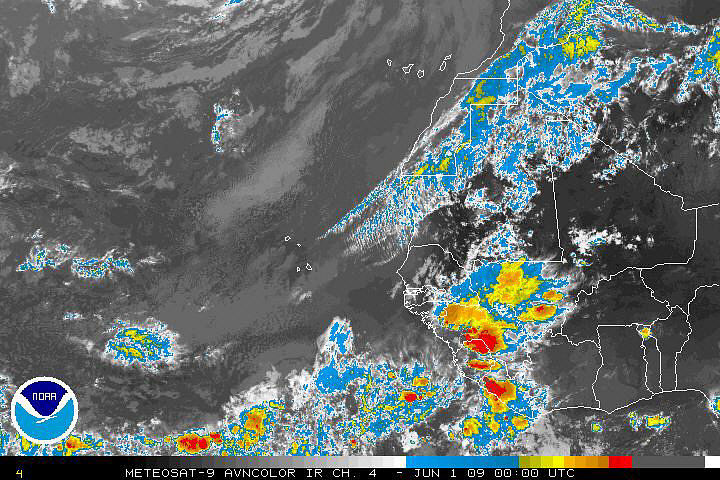
La zone de convergence intertropicale à 0 h 00 UTC.

D’après Air France et le Ministère de la Défense brésilien, des messages automatiques de maintenance ont été transmis par l’avion. À 2 h 10 UTC, un premier message signale le désengagement non commandé du pilote automatique, puis le passage du système de commande de vol électrique dans un mode dégradé (alternate law). Ensuite, l'appareil transmet une série de messages d'anomalies de fonctionnement générés par le système de mesure de position et de vitesse (Air Data Inertial Reference Unit), les instruments de navigation de secours (Integrated Standby Instrument System), puis à 2 h 13 UTC les calculateurs primaires (PRIM1) et secondaire (SEC1) du système de commande de vol électrique. Enfin, à 2 h 14 UTC, le vol 447 émet le message de maintenance « Cabin Vertical Speed », qui est peut-être dû à une modification rapide d'altitude ou une dépressurisation de la cabine « mais n’informe en aucun cas sur une chute libre de l’avion », d'après Guy Guerry, ancien commandant de bord d’Air France. C'est le dernier message du vol 447,,. Le BEA a révélé le 6 juin 2009 que l'Airbus avait envoyé au total 24 messages d'anomalie en l'espace de 5 minutes.
Selon les Forces armées brésiliennes, lors de l'envoi de ces messages automatiques à 2 h 14 UTC, la position de l'avion était 3° 34′ 40″ N, 30° 22′ 28″ O.
Quelques heures après la disparition de l’appareil, aucune émission des trois balises de détresse de l’avion n’avait été détectée par les satellites du système Cospas-Sarsat. Vers 18 h 00 UTC, une source aéroportuaire annonce qu’il n’y a plus aucun espoir de retrouver des survivants.

## Recherches aériennes

Plan de vol et localisation des zones de recherche (les cercles rouges montrent la position des débris retrouvés).

Dans un premier temps, des aéronefs brésiliens, français et américains sont dépêchés dans la zone présumée de l'accident pour essayer de retrouver l’appareil. Une quinzaine d'aéronefs sont mobilisés. Deux avions de patrouille maritime Breguet-Dassault Atlantique 2 de l’aviation navale française participent aux recherches : l'un en provenance de la base aérienne 160 Dakar-Ouakam, l'autre de la base d'aéronautique navale de Lann-Bihoué. Ils sont épaulés par un avion de surveillance maritime Falcon 50. Les autorités françaises avaient demandé l’aide des satellites de reconnaissance de l'US Air Force. L'US Navy dépêche un avion de patrouille maritime Lockheed P-3 Orion.
Le 2 juin, la Force aérienne brésilienne annonce la découverte par un de ses avions de surveillance aéroportée R-99 d'un petit nombre de débris à 350 km au nord-est des îles Fernando de Noronha, près des rochers de Saint-Pierre et Saint-Paul, notamment des sièges et des matériaux métalliques ainsi que des traces de kérosène. Ce R-99 poursuit ses recherches à partir de l'aéroport de Fernando de Noronha. L'Armée de l'air française dépêche à son tour un avion de surveillance et de commandement Boeing E-3 Sentry vers la base aérienne 160 Dakar-Ouakam pour apporter son soutien aux autres moyens aériens présents sur zone. Vers 23 heures (heure française), le ministre brésilien de la Défense, Nelson Jobim, confirmait qu'il s'agissait bien de l'Airbus d'Air France qui avait disparu mais trois jours plus tard, le 5 juin, cette information était démentie par le ministère de la défense qui annonce qu'aucun des débris récupérés n'appartient à l'Airbus[réf. nécessaire]. Au 25 juin 2009, les moyens aériens de l'aviation navale française, qui ont totalisé 310 heures de vol, ne consistent plus qu'en un Atlantique 2 en alerte sur la base aérienne 160 Dakar-Ouakam.

## Recherches maritimes et sous-marines
Deux bâtiments de la Marine nationale française, le porte-hélicoptères d’assaut amphibie Mistral (L9013), et la frégate Ventôse, en provenance des Antilles françaises, ont été dépêchés sur le lieu présumé du crash,.

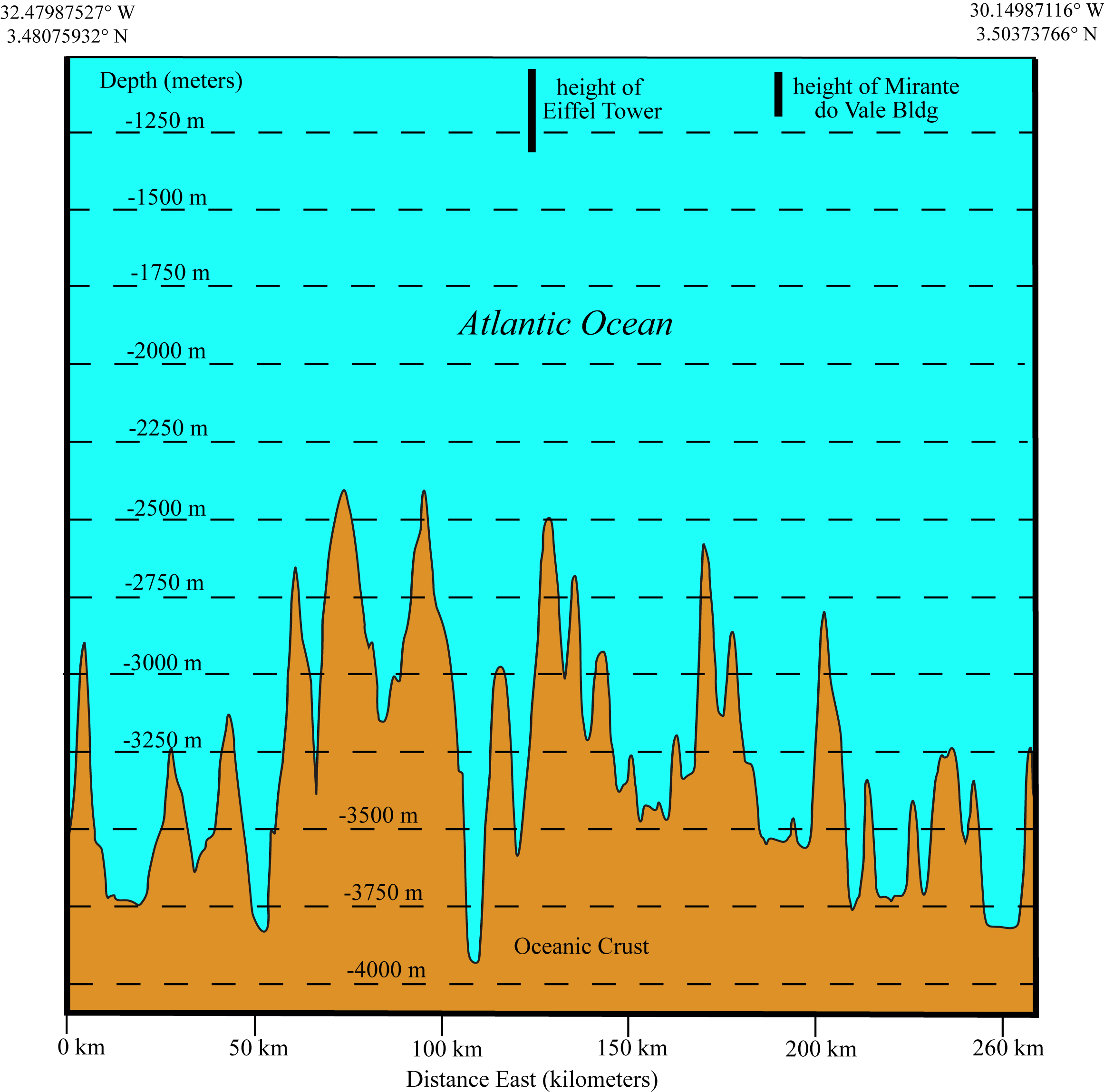
Coupe est-ouest de la portion de l'océan Atlantique où a eu lieu le crash du vol Air France 447.

Sur ordre du gouvernement français, l'IFREMER abandonne une mission scientifique aux Açores et dépêche le navire océanographique Pourquoi pas ? avec à son bord le mini sous-marin Nautile et le robot de recherche Victor 6000. Ce navire est codétenu par l'IFREMER et la Marine nationale française. Il appareille le 3 juin en direction des îles du Cap-Vert pour y charger un système d'écoute immergeable, destiné à capter les signaux émis par les émetteurs d'ultrasons à 37,5 kHz associés aux boites noires. L'arrivée sur zone est prévue autour du 13 juin 2009.
La Marine brésilienne envoie cinq bâtiments sur zone, dont le patrouilleur Grajaú, suivi de la corvette Cv Caboclo (V15), la corvette Cv Jaceguai (V31) et de la frégate Constituição (F42).
Le 4 juin 2009, le ministre de la Défense français Hervé Morin annonce l'envoi du sous-marin nucléaire d'attaque Émeraude (S604) afin de localiser les boites noires de l'appareil. Leur balise de localisation sous-marine devant émettre un signal sonore durant 30 jours, elles restent susceptibles d'être localisées par un sous-marin, équipé de détecteurs sonores très sensibles. Selon l'Associated Press, l'US Navy a offert de fournir aux bâtiments de la Marine nationale française des sonars remorqués capables de détecter des balises de détresse à une profondeur de 6 100 mètres. Ceux-ci sont installés sur deux remorqueurs de haute mer néerlandais de la filiale néerlandaise  de Louis Dreyfus Armateurs, les Fairmount Glacier et Fairmount Expedition affrétés par le Gouvernement français. L'action de recherche des boites noires de ces quatre navires est coordonnées par le BEA.
Le 5 juin 2009, le contrôle aérien brésilien annonce que « jusqu'à présent, aucune pièce de l'avion n'a été récupérée ». « La pièce récupérée jeudi était « en bois » et il « n'existait pas de pièces en bois sur cet avion », a expliqué Ramon Cardoso ».

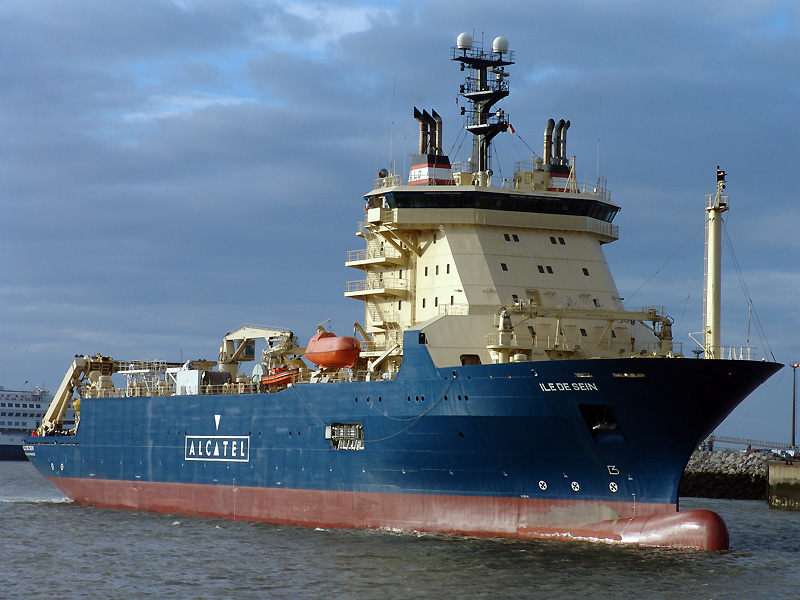
Le navire Île de Sein, chargé d'aider à la récupération des matières à partir du plancher océanique.

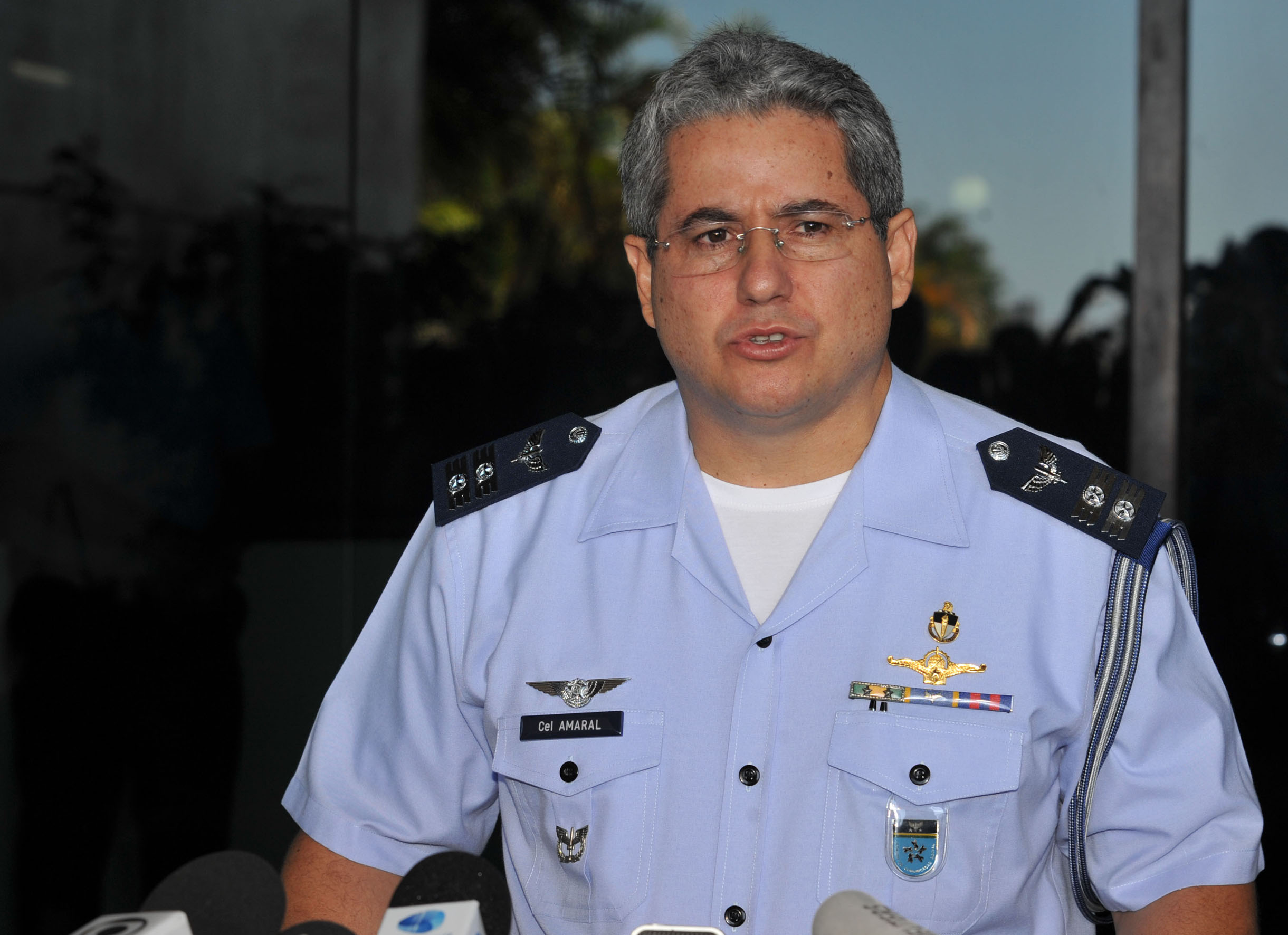
Le colonel Jorge Amaral, lors d'une interview sur l'affaire du vol AF 447.

Le 6 juin 2009, la Marine brésilienne annonce avoir retrouvé un siège, deux corps, une sacoche en cuir contenant un billet Air France ainsi qu'un sac en nylon contenant un ordinateur portable. Le numéro de série du siège correspond au vol AF447. Quelques heures plus tard, la marine annonce avoir retrouvé d'autres sièges d'avion, des parties de l'aile et divers objets. Les débris seraient situés à 69,5 km au nord-ouest de la position de l'avion lors de son dernier message, ou plus vraisemblablement à 70 km au nord-est selon des sources brésiliennes.
Le 7 juin 2009, la Marine brésilienne annonce avoir repêché trois nouveaux corps, sans préciser leur état ni leur sexe, ce qui porte à cinq le nombre de corps repêchés, dont au moins deux de sexe masculin. Le même jour, la Marine nationale française annonce que l'hélicoptère de la Ventôse a repêché un corps supplémentaire, portant à six le nombre de corps repêchés, sans préciser le sexe de la personne. 
 À la fin de la journée, les autorités brésiliennes ont annoncé que le total des corps retrouvés était désormais de seize (dont quatre hommes et quatre femmes confirmés). Des centaines de débris ont par ailleurs été collectés, notamment le stabilisateur de vol.
Le 8 juin 2009, le Pourquoi pas ? arrive au port de Praia, au Cap-Vert, à 1 h GMT. Le même jour, la dérive de l'avion est retrouvée. La manière dont l'empennage a été endommagé permettra aux enquêteurs de mieux comprendre les circonstances de l'accident.
Le 9 juin 2009, dans un communiqué, l'Armée brésilienne indique que 41 corps ont été récupérés par les marines brésilienne et française. Les seize premiers ont été transférés sur l'île de Fernando de Noronha, où seront réalisés les travaux d'identification.
Le 12 juin 2009, on annonce que la flottille franco-brésilienne a repêché trois nouveaux corps de victimes, portant à 44 le nombre de corps récupérés en tout à ce jour.
Le 14 juin 2009, l'Armée brésilienne annonce avoir repêché 43 corps et la flotte française six, ce qui porte à 49 le nombre de corps repêchés.
Le 17 juin 2009, la marine brésilienne annonce le repêchage d'un nouveau corps dans l'océan Atlantique, ce qui porte à 50 le nombre de dépouilles retrouvées.
Le 22 juin 2009, un signal très faible, qui pourrait être celui émis par les balises des boites noires, est capté par les bâtiments de la Marine française, affirme Le Monde. Le sous-marin de poche Nautile avait plongé pour tenter de localiser ces boites. L'autonomie dont ces balises disposent encore est d'environ huit jours. Mais comme leur signal s'amenuise au fur et à mesure, elles pourront émettre encore pendant quelques semaines.
L'endroit où ce signal a été capté est un relief sous-marin accidenté (« montagneux »), situé à près de 5 000 mètres de fond, ce qui rendrait difficile leur récupération.
Cette annonce est démentie par le BEA et par le commandant du Pourquoi pas ? (IFREMER) le jour même.
Le 25 juin 2009, les moyens navals de la Marine nationale française, qui totalisaient 51 jours de mer, ne consistent plus qu'en le Mistral, le Pourquoi pas ? et l'Émeraude.
Le 12 décembre 2009, le BEA annonce que des recherches s'étendant sur une période de trois mois maximum reprendraient début février, à l'aide de sonar et de robots sous-marins. Les entreprises internationales chargées de ces recherches n'ont pas encore été choisies.
Le 28 mars 2010, le BEA lance la troisième phase de recherches avec le départ depuis Recife de deux bateaux, l’américain Anne Candies et le norvégien Seabed Worker. Ces recherches sont dirigées par Paul-Henri Nargeolet
Le 17 mai 2010, le BEA rend publique la carte des zones explorées qui comprend trois zones mais aucun débris n'est encore localisé.
Le 31 mars 2011, une flotte de petits sous-marins de recherche robotisés est envoyée par l'Institut océanographique de Woods Hole près du lieu supposé de l'accident. Les recherches, d'une durée de quatre mois, tenteront de découvrir des pièces de l'avion, ainsi que ses boites noires.
Le 3 avril 2011, le BEA annonce avoir retrouvé une grande partie de l'épave de l'avion environnée d'un champ de débris relativement concentré,. 

Les sous-marins de l'Institut océanographique de Woods Hole ont été efficaces pour retrouver l'épave qui gît dans une zone relativement plate du fond de l'océan à 3 900 m de profondeur et après environ un mois de recherches. 

Les robots ont permis de définir une zone rectangulaire de 600 m par 200 m où sont concentrés les débris de l'appareil et a obtenu des photos de quelques éléments de l'avion comme les deux réacteurs, une partie d'un train d’atterrissage et des morceaux d'ailes. Un bateau, l'Île de Sein (appartenant aux groupes français Louis Dreyfus Armateurs et Alcatel-Lucent), a été affrété pour repêcher les débris et essayer de trouver les boites noires de l'appareil.
Le BEA annonce la découverte, le 1er mai 2011, grâce à un robot sous-marin, de l'une des deux boîtes noires de l'appareil. Il s'agit du module mémoire de l'enregistreur de paramètres. Le lendemain, il annonce avoir retrouvé le deuxième enregistreur qui contient notamment les conversations ayant eu lieu dans le poste de pilotage.
Ces deux boîtes noires seront expédiées en Guyane par le patrouilleur La Capricieuse le 10 mai 2011, pour ensuite être réexpédiées par avion à Paris le 11 mai 2011.
Le 16 mai 2011, le BEA annonce que l'intégralité du contenu des enregistreurs de vols a pu être lue. Il remettra un premier rapport durant l'été. Le repêchage de l'épave, des corps et de certaines pièces particulières (comme les sondes Pitot) est envisagé mais non décidé au 16 mai 2011.
Le 7 juin 2011, le BEA annonce finalement que « Les opérations de recherche et de remontée à la surface des corps des victimes du vol AF447 se sont terminées mardi ». Selon les enquêteurs, 104 d’entre eux sont identifiables.